# ビルスマイヤー・ハック反応
ビルスマイヤー・ハック反応（ビルスマイヤー・ハックはんのう、英: Vilsmeier–Haack reaction）またはビルスマイヤー反応 はオキシ塩化リン (POCl3) の存在下、アミドと活性芳香族化合物の間で起こる有機化学反応である。この反応で重要なのはイミンであり、これがプロトン化された芳香族ケトンまたはアルデヒドを与える。例えば、ベンズアニリドとジメチルアニリンはオキシ塩化リンの存在下で非対称なジアリールケトンを生成する。またアントラセンは9位の炭素が選択的にホルミル化される。

## 反応機構

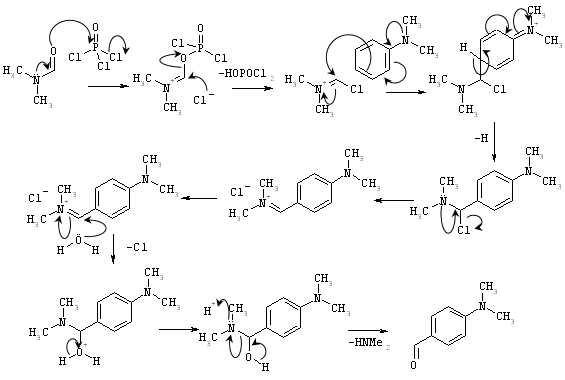
反応機構

アミドとオキシ塩化リンの反応で求電子的なイミニウムイオンが生成する。これが弱い求電子剤となり求電子芳香族置換反応によりイミン中間体を形成する。これが容易に加水分解され最終生成物であるアリールケトンやアリールアルデヒドを生成する。

## 応用例
この反応の最近の応用例の一つとして、これまでの方法では収率が16%しかなかった、トリフェニルアミンを原料とするトリス（4-ホルミルフェニル）アミンの新しい合成法が挙げられる。この低収率の原因は、他の2つのベンゼン環に存在していたイミン基が残ったベンゼン環を不活性化し、3つ目のホルミル化反応を進行しにくくしていることであった。新しい方法ではジイミン体を加水分解によりジホルミル体とし、最後に残ったベンゼン環を再びホルミル化することで、95% の収率でトリス（4-ホルミルフェニル）アミンを得ている。